# Kuwaitische Eishockeyliga
Die Kuwaitische Eishockeyliga ist die höchste Eishockeyliga in Kuwait. Die Liga wurde erstmals in der Saison 2008/09 ausgetragen. Seit der Saison 2015/16 findet sie regelmäßig statt. Rekordmeister sind die Kuwait Stars mit sechs Titeln.

## Saison 2008/09

### Modus
In der Hauptrunde absolvierte jede der vier Mannschaften insgesamt vier Spiele. Die beiden Erstplatzierten qualifizierten sich für das Meisterschaftsfinale. Für einen Sieg erhielt jede Mannschaft zwei Punkte, bei einem Unentschieden gab es ein Punkt und bei einer Niederlage null Punkte.

### Hauptrunde
|    | Klub    | Sp | S | U | N | Punkte |
| -- | ------- | -- | - | - | - | ------ |
| 1. | Qadsia  | 4  | 4 | 0 | 0 | 8      |
| 2. | Kuwait  | 4  | 3 | 0 | 1 | 6      |
| 3. | Kazma   | 4  | 1 | 0 | 3 | 2      |
| 4. | Salmiya | 4  | 0 | 0 | 4 | 0      |

### Finale
- Kuwait – Qadsia 4:2

## Saison 2012/13
In der Spielzeit 2012/13 wurde die Mannschaft Qadsia Meister der Liga.

## Saison 2015/16

### Modus
An der Liga nahmen vier Teams teil. Dies waren Touristic Enterprises, Gulf Cables, der Kuwait Airways Club und Sable. Es wurden nach dem Ende der vierwöchigen Hauptrunde am 4. Januar 2016 keine Playoffspiele durchgeführt und der Hauptrundensieger Kuwait Airways Club wurde zum Meister erklärt.

## Saison 2016/17

### Modus
In der Hauptrunde absolvierte jede der vier Mannschaften zwischen 21 und 24 Spielen. Für einen Sieg erhielt jede Mannschaft drei Punkte, bei einer Niederlage null Punkte. Es wurden nach dem Ende der Hauptrunde am 18. März 2017 keine Playoffspiele durchgeführt und der Hauptrundensieger Kuwait Stars wurde zum Meister erklärt.

### Hauptrunde
|    | Klub              | Sp | S  | N  | Punkte | Tore    |
| -- | ----------------- | -- | -- | -- | ------ | ------- |
| 1. | Kuwait Stars      | 21 | 20 | 1  | 60     | 111:030 |
| 2. | Kuwait Falcons    | 23 | 13 | 10 | 39     | 069:056 |
| 3. | Kuwait Warriors   | 24 | 12 | 12 | 36     | 069:071 |
| 4. | Kuwait Mooseheads | 22 | 0  | 22 | 0      | 024:116 |

## Saison 2017/18

### Modus
In der Hauptrunde absolvierte jede der vier Mannschaften insgesamt 23 Spiele. Für einen Sieg erhielt jede Mannschaft drei Punkte, bei einer Niederlage null Punkte. Es wurden nach dem Ende der Hauptrunde am 25. März 2018 keine Playoffspiele durchgeführt und der Hauptrundensieger Kuwait Stars wurde zum Meister erklärt.

### Hauptrunde
|    | Klub              | Sp | S  | N  | Punkte | Tore    |
| -- | ----------------- | -- | -- | -- | ------ | ------- |
| 1. | Kuwait Stars      | 23 | 22 | 1  | 66     | 216:073 |
| 2. | Kuwait Mooseheads | 23 | 15 | 8  | 45     | 153:085 |
| 3. | Kuwait Warriors   | 23 | 5  | 18 | 15     | 050:167 |
| 4. | Kuwait Falcons    | 23 | 4  | 19 | 12     | 054:148 |

## Saison 2018/19

### Modus
In der Hauptrunde absolvierte jede der vier Mannschaften insgesamt 22 oder 23 Spiele. Für einen Sieg erhielt jede Mannschaft drei Punkte, bei einer Niederlage null Punkte. Es wurden nach dem Ende der Hauptrunde am 12. März 2019 keine Playoffspiele durchgeführt und der Hauptrundensieger Kuwait Stars wurde zum Meister erklärt.

### Hauptrunde
|    | Klub              | Sp | S  | N  | Punkte | Tore  |
| -- | ----------------- | -- | -- | -- | ------ | ----- |
| 1. | Kuwait Warriors   | 22 | 14 | 8  | 42     | 49:38 |
| 2. | Kuwait Stars      | 23 | 11 | 12 | 33     | 45:49 |
| 3. | Kuwait Mooseheads | 22 | 10 | 12 | 30     | 45:41 |
| 4. | Kuwait Falcons    | 23 | 10 | 13 | 30     | 39:50 |

## Saison 2019/20

### Modus
In der Hauptrunde absolvierte jede der vier Mannschaften insgesamt 18 Spiele. Für einen Sieg erhielt jede Mannschaft drei Punkte, bei einer Niederlage null Punkte. Es wurden nach dem Ende der Hauptrunde am 30. Januar 2020 keine Playoffspiele durchgeführt und der Hauptrundensieger Kuwait Stars wurde zum Meister erklärt.

### Hauptrunde
|    | Klub              | Sp | S  | N  | Punkte | Tore  |
| -- | ----------------- | -- | -- | -- | ------ | ----- |
| 1. | Kuwait Stars      | 18 | 12 | 6  | 36     | 59:35 |
| 2. | Kuwait Falcons    | 18 | 9  | 9  | 27     | 45:45 |
| 3. | Kuwait Warriors   | 18 | 8  | 10 | 24     | 36:47 |
| 4. | Kuwait Mooseheads | 18 | 7  | 11 | 21     | 37:50 |

## Saison 2020/21

### Modus
In der Hauptrunde absolvierte jede der fünf Mannschaften insgesamt 16 Spiele. Für einen Sieg erhielt jede Mannschaft drei Punkte, bei einer Niederlage null Punkte. Die vier Erstplatzierten qualifizierten sich für das Halbfinale. Im Anschluss folgten Endspiel und Spiel um Platz drei. Neben den vier Mannschaften der Vorsaison nahm mit dem Kuwait Camels ein fünftes Team neu an der Liga teil. 

### Hauptrunde
|    | Klub              | Sp | S  | N  | Punkte | Tore    |
| -- | ----------------- | -- | -- | -- | ------ | ------- |
| 1. | Kuwait Stars      | 16 | 14 | 2  | 42     | 124:065 |
| 2. | Kuwait Falcons    | 16 | 11 | 5  | 33     | 102:068 |
| 3. | Kuwait Camels     | 16 | 10 | 6  | 30     | 081:076 |
| 4. | Kuwait Mooseheads | 16 | 3  | 13 | 9      | 047:108 |
| 5. | Kuwait Warriors   | 16 | 2  | 14 | 6      | 047:084 |

### Halbfinale
- Kuwait Stars – Kuwait Mooseheads 6:1, 7:0
- Kuwait Falcons – Kuwait Camels 4:3, 5:1

### Finale
- Kuwait Stars – Kuwait Falcons 5:4, 4:2

### Spiel um Platz 3
- Kuwait Camels – Kuwait Mooseheads 6:2, 7:3

## Saison 2021/22

### Modus
In der Hauptrunde absolvierte jede der fünf Mannschaften insgesamt 16 Spiele. Für einen Sieg erhielt jede Mannschaft drei Punkte, bei Niederlage null Punkte. Die vier Erstplatzierten qualifizierten sich für das Halbfinale. Im Anschluss folgten Endspiel und Spiel um Platz drei.

### Hauptrunde
|    | Klub              | Sp | S  | N  | Punkte | Tore    |
| -- | ----------------- | -- | -- | -- | ------ | ------- |
| 1. | Kuwait Stars      | 16 | 14 | 2  | 42     | 104:042 |
| 2. | Kuwait Falcons    | 16 | 9  | 7  | 27     | 065:055 |
| 3. | Kuwait Camels     | 16 | 6  | 10 | 18     | 046:062 |
| 4. | Kuwait Mooseheads | 16 | 6  | 10 | 18     | 048:073 |
| 5. | Kuwait Warriors   | 16 | 5  | 11 | 15     | 038:069 |

### Halbfinale
- Kuwait Stars – Kuwait Camels 10:0, 10:1
- Kuwait Falcons – Kuwait Mooseheads 2:3, 1:4

### Finale
- Kuwait Stars – Kuwait Mooseheads 5:6, 7:2

### Spiel um Platz 3
- Kuwait Falcons – Kuwait Camels 3:5, 1:6

## Saison 2022/23

### Modus
In der Hauptrunde absolvierte jede der fünf Mannschaften insgesamt 16 Spiele. Für einen Sieg erhielt jede Mannschaft drei Punkte, bei Niederlage null Punkte. Die vier Erstplatzierten qualifizierten sich für das Halbfinale. Im Anschluss folgten Endspiel und Spiel um Platz drei.

### Hauptrunde
|    | Klub              | Sp | S  | N  | Punkte | Tore    |
| -- | ----------------- | -- | -- | -- | ------ | ------- |
| 1. | Kuwait Warriors   | 16 | 15 | 1  | 45     | 130:036 |
| 2. | Kuwait Stars      | 16 | 12 | 4  | 36     | 105:054 |
| 3. | Kuwait Mooseheads | 16 | 5  | 11 | 15     | 050:094 |
| 4. | Kuwait Camels     | 16 | 5  | 11 | 15     | 041:098 |
| 5. | Kuwait Falcons    | 16 | 3  | 13 | 9      | 052:096 |

### Halbfinale
- Kuwait Warriors – Kuwait Camels 7:1, 6:2
- Kuwait Stars – Kuwait Mooseheads 6:2, 5:3

### Finale
- Kuwait Warriors – Kuwait Stars 3:8, 6:9

### Spiel um Platz 3
- Kuwait Mooseheads – Kuwait Camels 7:6, 7:1

## Saison 2023/24

### Modus
In der Hauptrunde absolvierte jede der sechs Mannschaften insgesamt 20 Spiele. Für einen Sieg in der regulären Spielzeit erhielt jede Mannschaft drei Punkte, bei einem Erfolg nach Verlängerung gab es zwei Punkte, bei einer Niederlage nach Verlängerung einen und bei einer Niederlage in der regulären Spielzeit keinen Punkt. Die vier Erstplatzierten qualifizierten sich für das Halbfinale. Im Anschluss folgten Endspiel und Spiel um Platz drei. Neben den fünf Mannschaften der Vorsaison nahm mit dem Bahrain Ice Hockey Club erstmals auch ein Team aus einem anderen Golfstaat teil.

### Hauptrunde
|    | Klub                    | Sp | S  | SnV | N nV | N  | Punkte | Tore    |
| -- | ----------------------- | -- | -- | --- | ---- | -- | ------ | ------- |
| 1. | Kuwait Warriors         | 20 | 16 | 1   | 1    | 2  | 51     | 188:075 |
| 2. | Kuwait Stars            | 20 | 15 | 1   | 1    | 3  | 48     | 200:116 |
| 3. | Bahrain Ice Hockey Club | 20 | 11 | 0   | 0    | 9  | 33     | 119:120 |
| 4. | Kuwait Mooseheads       | 20 | 6  | 0   | 1    | 13 | 19     | 091:161 |
| 5. | Kuwait Camels           | 20 | 5  | 1   | 0    | 14 | 17     | 082:143 |
| 6. | Kuwait Falcons          | 20 | 4  | 0   | 0    | 16 | 12     | 079:144 |

### Halbfinale
- Kuwait Warriors – Kuwait Mooseheads 13:1, 20:2
- Kuwait Stars – Bahrain Ice Hockey Club 10:2, 11:1

### Finale
- Kuwait Warriors – Kuwait Stars 7:5, 4:5, 10:5

### Spiel um Platz 3
- Bahrain Ice Hockey Club – Kuwait Mooseheads 16:1, 10:7

## Rangliste der Sieger
| Verein              | Siege | Jahr(e)                            |
| ------------------- | ----- | ---------------------------------- |
| Kuwait Stars        | 6     | 2017, 2018, 2020, 2021, 2022, 2023 |
| Kuwait Warriors     | 2     | 2019, 2024                         |
| Kuwait Airways Club | 1     | 2016                               |
| Qadsia              | 1     | 2013                               |
| Kuwait              | 1     | 2009                               |